# Wijster (film)
Wijster is een Nederlandse telefilm uit 2008 van regisseur Paula van der Oest. De film is gebaseerd op het boek IJsbloemen en wittevelden, een spoor van geweld van Ger Vaders, dat door diens pleegdochter Nicolette Steggerda tot scenario werd bewerkt. De film werd op donderdag 21 mei 2008 uitgezonden op Nederland 3 en verscheen op 28 mei op dvd.
Het verhaal draait om de Molukse treinkaping van 1975 bij Wijster, die van 2 december tot 14 december duurde. De bedoeling van de kapers was om de aandacht te vestigen op het streven naar een vrije volksrepubliek van de Zuid-Molukken.

## Verhaal
Het is 2 december als journalist Rob van der Laan zijn trein van Groningen naar Zwolle wil halen om daarvandaan naar Den Haag te reizen. Maar hij wordt opgehouden door zijn dochter Susan en moet een trein later nemen. Ter hoogte van Wijster wordt aan de noodrem getrokken; een aantal Molukkers kaapt de trein. Vervolgens komt de machinist kijken wat er aan de hand is en wordt onder vuur genomen. De passagiers moeten bij elkaar komen in de middelste coupé en alle ramen afplakken met kranten. De Molukkers eisen een bus binnen anderhalf uur, anders brengen ze een passagier om. Rob lijkt de eerste te zijn die omgebracht zal worden, maar hij weet zich te redden met zijn journalistieke ervaring en is bereid als tussenpersoon te fungeren.
Ondertussen is Susan erachter gekomen dat hij zich in die trein bevindt en komt in contact met een collega van Rob, Cecile Vos. Samen maken ze foto's van de trein en zijn getuige van de tweede executie. De onderhandelingen vlotten niet en na dertien dagen krijgen de Molukkers het advies van hun Molukse leider ermee te stoppen. Ze geven zich over en de passagiers zijn weer vrij.

## Rolverdeling
- Jaap Spijkers ... Rob van der Laan
- Roos Netjes ... Susan van der Laan
- Anniek Pheifer ... Cecile Vos
- Marlies Heuer ... Marijke van der Laan
- Gerson Oratmangoen ... Treinkaper Noes
- Ambonwhena Aratuaman ... Treinkaper Carlos
- Joshua Timisela ... Treinkaper Leo
- Edda Barends ... Jacqueline, Treinpassagier
- Ali Ben Horsting ... Maarten, Treinpassagier
- Wim Bouwens ... Verslaggever
- Luc Broekman ... Opa, Treinpassagier
- Rob Das ... Wouter
- Lore Dijkman ... Monique van der Laan
- Johann Glaubitz ... Vriend van Rob & Marijke
- Liesbeth Groenwold ... Sylvia
- Cecile Heuer ... Toos
- Marianne Hielkema ... Treinpassagier
- Yvette Hulsen ... Treinpassagier
- Kees Loeve ... Treinpassagier
- Geert Pluimers ... Conducteur
- Anne Einte Koop ... Machinist
- Jan Roerink ... Boer
- Albert Secuur ... Kees
- Otto Selderbeek ... Treinpassagier
- Marleen Stolz ... Vrouw met bontjas
- Laurens ten Den ... Man achter balie
- Dries van Agt ... Dries van Agt (archiefmateriaal)
- Willemijn van der Ree ... Vriendin van Rob & Marijke
- Daan van Dijsseldonk ... Soldaat
- Roger Goudsmit ... Molukse man

## Trivia
Voor de opnamen van de film zijn twee hondekop-treinstellen gebruikt, de scènes die zich in de trein afspelen zijn opgenomen in het tweedelige treinstel 386 (collectie Nederlands Spoorwegmuseum), voor de buitenopnames is het vierdelige treinstel 766 (eigendom Stichting Mat '54 Hondekop-vier) gebruikt, dat voor de film eerst opnieuw geel is geschilderd.
Het museumtreinstel in de film wijkt af van de treinsamenstelling tijdens de kaping. De trein bestond in 1975 uit twee tweewagenstellen. Aangezien deze op een na allemaal gesloopt zijn, was men bij de buitenopnames aangewezen op de 766.